# Сьленжани
Сьленжани (пол. Ślężany) — село в Польщі, у гміні Домбрувка Воломінського повіту Мазовецького воєводства.
Населення — 201 особа (2011).
У 1975—1998 роках село належало до Остроленцького воєводства.

## Демографія
Демографічна структура станом на 31 березня 2011 року:
|          | Загалом | Допрацездатний вік | Працездатний вік | Постпрацездатний вік |
| -------- | ------- | ------------------ | ---------------- | -------------------- |
| Чоловіки | 99      | 24                 | 64               | 11                   |
| Жінки    | 102     | 21                 | 57               | 24                   |
| Разом    | 201     | 45                 | 121              | 35                   |